# Heidrun Globig
Heidrun Globig (* 1. März 1972 in Bad Homburg) ist eine ehemalige deutsche Basketballspielerin.

## Laufbahn
Globig spielte bei der TG Bad Homburg und wurde am Basketball-Teilzeitinternat Langen gefördert. Im August 1989 nahm sie mit der bundesdeutschen Auswahl an der Kadettinneneuropameisterschaft in Rumänien teil und war im Turnierverlauf mit 6,7 Punkten pro Begegnung zweitbeste Korbschützin der Deutschen. Über den MTV Kronberg kam sie 1994 zum Bundesligisten VfL Marburg. Anfang Dezember 1995 wechselte sie innerhalb der Liga von Marburg zum TV Bensberg.
Ab der Saison 1996/97 verstärkte die Flügelspielerin die Wolfenbüttel Baskets (ebenfalls 1. Bundesliga). In der Saison 1998/99 war Globig Leistungsträgerin der BG 89 Rotenburg/Scheeßel in der 2. Regionalliga und zeigte in dieser Spielklasse teils überragende Leistungen, am letzten Spieltag erzielte sie gegen Oldenburg 49 Punkte. Zur Saison 2000/01 kehrte sie in die erste Liga zurück und schloss sich dem Bundesliga-Aufsteiger SC Rist Wedel an. In der Saison 2001/02 stand Globig ebenfalls für Wedel in der Bundesliga auf dem Feld. Im März 2001 zog sie mit Wedel ins deutsche Pokalendspiel ein, verlor dort aber gegen Wuppertal. Ab Januar 2004 verstärkte die 1,80 Meter messende Flügelspielerin den Regionalligisten VfL Pinneberg. Ihr Sohn Kai Globig (Vater ist der Basketballtrainer Thorsten Weinhold) wurde ebenfalls Basketballspieler im Leistungsbereich.